# Miracolo mariano di San Ciriaco

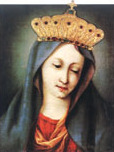
Madonna del Duomo di Ancona

Con il nome di miracolo mariano di San Ciriaco si intende un evento riportato nel Regesto dei Miracoli di San Ciriaco, un registro tenuto dai parroci del Duomo di San Ciriaco di Ancona dal 1706, secondo il quale il 25 giugno 1796, presso il Duomo stesso, gli occhi di un quadro della Madonna avrebbero iniziato a muoversi.

## L'evento

Duomo di San Ciriaco ad Ancona

Il dipinto, venerato dai marinai e chiamato Regina di tutti i Santi o di San Ciriaco, fu donato nel 1615 al Duomo da un marinaio veneziano, tal Bortolo, per ringraziare la Madonna, dopo che il figlio era scampato a una tempesta.
Nel 1796 le armate francesi di Napoleone Bonaparte, dopo aver invaso gli Stati del nord Italia, continuarono la loro discesa a sud verso lo Stato pontificio con l'intenzione di occupare tutti i territori conquistati, saccheggiando le chiese e depredandone i beni.
Il generale aveva inoltre firmato l'armistizio che prevedeva la resa e la cessione delle città di Bologna, Ferrara e Ancona, con la possibilità di confiscare tutti i beni della Chiesa.
Il Regesto, nella sua sintesi dei fatti notevoli, narra che gli anconetani, impauriti dalla notizia delle scorribande francesi, si fossero rifugiati nel Duomo a pregare affinché alla loro città, in quell'epoca sede del principale porto pontificio, fosse risparmiata l'invasione francese.

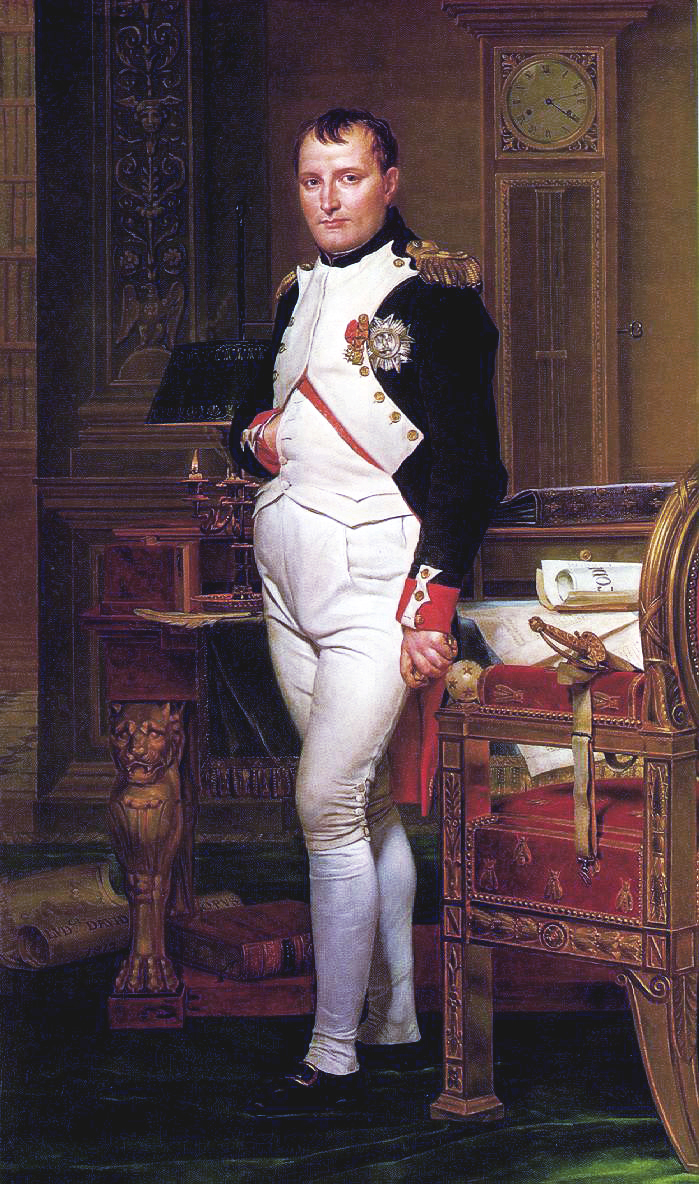
Napoleone Bonaparte

Proprio il giorno in cui le truppe napoleoniche si apprestavano a entrare in città, tra la folla intenta a pregare per scongiurare la temuta occupazione francese, una donna, tale Francesca Marotti, avrebbe visto muoversi gli occhi della Madonna raffigurata nel dipinto di San Ciriaco.
La notizia si diffuse rapidamente e furono presto segnalati nuovi casi simili: il fenomeno sarebbe continuato per circa sei mesi.
Incaricato di accertare prudentemente i fatti, il vescovo, Vincenzo Ranuzzi, riconobbe alla fine la manifestazione come autentica e il 6 luglio iniziò il processo di riconoscimento canonico del miracolo, conclusosi il 25 novembre del 1796. Fra i testimoni il grande architetto filonapoleonico Giuseppe Valadier. La Madonna del Duomo, "Regina di Tutti i Santi", venne acclamata Patrona di Ancona. A Roma, la Congregazione dei Riti concesse l'Ufficio liturgico e la Messa propri.
Il 10 febbraio 1797 Napoleone raggiunse Ancona e proclamò la Repubblica Anconitana, che nel 1798 venne annessa alla Prima Repubblica Romana. Fu suggerito agli occupanti francesi di bruciare l'immagine e di punire come impostori coloro che avevano diffuso la voce del miracolo, in particolare i Canonici del Duomo.
I giacobini anconetani, temendo però le reazioni del popolo, devotissimo all'immagine, consegnarono di nascosto il quadro a Napoleone: questi, preso in mano il quadro, sarebbe impallidito, ordinando di tenerlo coperto e restituendo alla Vergine tutti gli ori che le aveva tolto, meno la collana di perle. Il quadro fu quindi riportato nella Cattedrale e tenuto coperto solo alcuni giorni alla settimana.
Stendhal, funzionario di Napoleone, nel suo taccuino di viaggio , al paragrafo Ancona, 19 ottobre 1811, lascia questa nota: «Ieri 18, sono andato a San Ciriaco, ma non credevo di trovarci la famosa vergine che aprì gli occhi all’arrivo dei Francesi, il che vuol dire che avrebbe voluto vederli cacciati» 
L'immagine della Regina di tutti i Santi è uno dei simboli della fede degli anconetani. Nella notte tra il 16 e il 17 dicembre 1936 il quadro fu rubato; venne ritrovato avvolto in un giornale anticlericale il 24 gennaio 1937 ad Albano Laziale e riportato trionfalmente ad Ancona il 31 gennaio 1937.

## Altri prodigi avvenuti, secondo la tradizione, nelle Marche
- Ancona, immagine di Sant'Anna;[10]
- Jesi, Madonna delle Grazie;[11]
- Osimo, nella Basilica Cattedrale il Crocefisso avrebbe mosso gli occhi e la bocca il 2 luglio, una settimana dopo il miracolo di Ancona;[12]
- Recanati, la Madonna conservata nella Chiesa dei Domenicani (poi distrutta dopo l'ultimo Concilio, perché dichiarata non liturgica) avrebbe mosso gli occhi;[13]
- San Ginesio, gli occhi della Madonna della Misericordia si sarebbero mossi alla presenza di numerosi testimoni;[14]
- Filottrano, il crocifisso della "Chiesa Delle Sacre Stimmate", il 3 luglio del 1796, secondo il resoconto di testimoni, avrebbe aperto e chiuso gli occhi;[15]

Anche in altre località marchigiane è stato tramandato il racconto di fatti analoghi, alcuni dei quali furono sottoposti a indagine ecclesiastica. Tra questi: Sant'Angelo in Vado, Urbania, Mercatello, Sant'Agata Feltria, San Liberato di San Ginesio, Gubbio (che faceva parte della Marca), Montalboddo, Apiro, Pergola e alcuni paesi dell'Umbria. A Cingoli, secondo le cronache, per difendere un'immagine mariana conservata nella Chiesa degli Agostiniani di Santa Lucia, chiusa dai francesi, alcuni popolani non esitarono a farsi bastonare e imprigionare. Altro miracolo avvenuto è quello della Madonna delle Grazie, a Fabriano, avvenuto il 13 luglio 1796  e ripetutosi più volte nell'arco della giornata. 

## Controversie
Basandosi su fonti coeve, e più recenti, Rino Cammilleri, nel libro "Gli occhi di Maria, ha descritto il presunto miracolo, e gli altri avvenuti nello stesso anno nello Stato Pontificio, citando date, luoghi e testimonianze.
Nello stesso testo Vittorio Messori ha fornito una possibile interpretazione di questa serie di prodigi, estendendo il discorso ad altre manifestazioni mariane e ai possibili collegamenti con altri eventi storici: ne emerge una "teologia della storia", ricca di rilievi e coincidenze sorprendenti.
In merito agli eventi, lo storico Massimo Cattaneo ha notato «una significativa contiguità temporale tra l'arrivo delle notizie sui "miracoli" in un determinato luogo e il loro inizio nello stesso immediatamente dopo» così da dar vita a «un movimento di diffusione per suggestione-emulazione che raggiunse la maggior parte dei centri del territorio pontificio», e in primis Roma, un fenomeno che «per durata – si protrasse almeno fino al febbraio del 1797 –, ampiezza dell'area geografica interessata, quantità e tipologia dei testimoni, appartenenti a tutti i ceti sociali ed i livelli culturali, emerge per dimensioni nella storia dell'Europa cristiana, pur così ricca di episodi di tale natura».
I fenomeni furono interpretati come un segno divino contro la dominazione francese, reputata irreligiosa. Viceversa, i filofrancesi ritenevano l'accaduto privo di ogni fondamento: in un opuscolo, un rappresentante "giacobino" della municipalità di Como attaccava «l'arte dei Preti più amici dell'interesse, che della Religione» aggiungendo che era però «ben difficile d'ingannare i Filosofi, e gli Uomini niente superstiziosi».
Anche tra i cattolici ci fu chi espresse dei dubbi. Monaldo Leopardi, padre del poeta Giacomo, riteneva che il fenomeno di Ancona fosse un'illusione ottica e che vi giocassero un ruolo la paura per l'arrivo dei francesi e la superstizione.
Anche a Como, nella chiesa di San Donnino, sarebbe avvenuto un caso analogo nel luglio del 1796. Il canonico comasco Giulio Cesare Gattoni giudicava che i prodigi osservati ad Ancona, a Roma e nella sua città mancassero «di tutti que' caratteri che sogliono avere quando la Maestà divina vuol comunicarsi agli uomini per annonziare la verità, o confermarla». Gattoni, versato anche nelle scienze naturali, andò a fare un sopralluogo nella chiesa comasca, dove sembrava si fossero mossi gli occhi di una statua e ritenne di aver trovato un punto dal quale si poteva, «già ben riscaldata l'immaginazione», provare un'illusione ottica.